# Le Fantasque (contratorpedeiro)
O Le Fantasque foi um contratorpedeiro operado pela Marinha Nacional Francesa e a segunda embarcação da Classe Le Fantasque, depois do L'Audacieux e seguido pelo L'Indomptable, Le Malin, Le Terrible e Le Triomphant. Foi projetado para fazer frente aos cruzadores rápidos italianos da Classe Condottieri e sua construção começou em novembro de 1931 no Arsenal de Lorient, sendo lançado ao mar em março de 1934 e comissionado em novembro do ano seguinte. Era armado com uma bateria principal de cinco canhões de 138 milímetros e nove tubos de torpedo de 550 milímetros, tinha um deslocamento carregado de mais de três mil toneladas e alcançava uma velocidade máxima de 37 nós.
O Le Fantasque teve uma breve carreira em tempos de paz operando a partir de Brest. A Segunda Guerra Mundial começou em setembro de 1939 e o navio foi designado para a Força de Ataque, sendo encarregado de caçar corsários alemães a partir da África Ocidental Francesa. Voltou para a França no final do ano e em abril de 1940 foi transferido para a Argélia, escoltando cruzadores em missões de busca depois da Itália entrar na guerra. A França foi derrotada pela Alemanha em junho e em setembro o contratorpedeiro foi enviado para intimidar as colônias africanas francesas a manterem lealdade à França de Vichy, participando no final do mês da Batalha de Dacar contra forças Aliadas.
O navio permaneceu na África Ocidental Francesa pelos anos seguintes até se juntar à França Livre em novembro de 1942. Passou por modernizações nos Estados Unidos e foi enviado ao Mar Mediterrâneo em meados de 1943, participando de ações da Campanha da Itália junto com alguns de seus irmãos. Também deu apoio para a ocupação da Córsega em setembro de 1943 e depois para a invasão do sul da França em agosto de 1944. O Le Fantasque foi enviado para a Indochina após o fim da guerra para ajudar as forças coloniais. Voltou para casa em 1946 e serviu apenas intermitentemente pelos anos seguintes. Foi descomissionado em agosto de 1950 e desmontado em 1958.

## Características

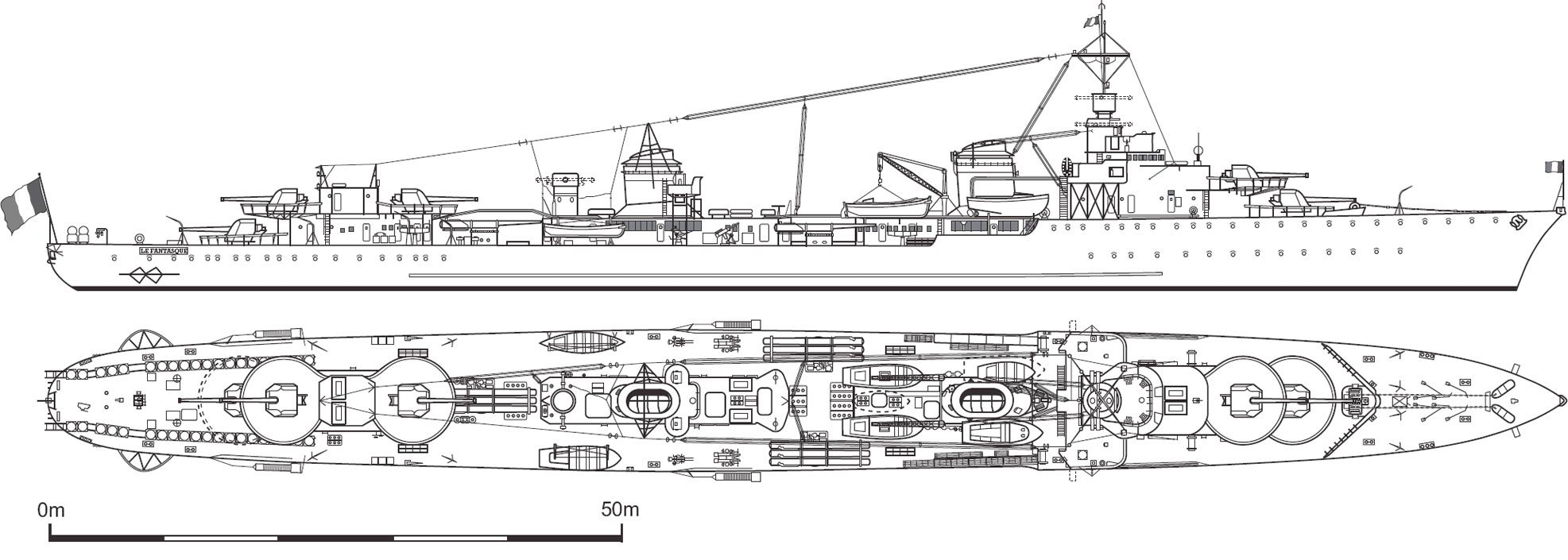
Desenho da Classe Le Fantasque

Os contratorpedeiros da Classe Le Fantasque foram projetados para fazer frente aos cruzadores rápidos italianos da Classe Condottieri. O navio tinha 132,4 metros de comprimento de fora a fora, boca de doze metros e calado de 4,5 metros. O deslocamento padrão era de 2 569 toneladas, já o deslocamento carregado era de 3 417 toneladas. O sistema de propulsão tinha quatro caldeiras de tubos d'água que alimentavam duas turbinas a vapor Rateau-Bretagne, cada uma girando uma hélice. A potência indicada era de 74 mil cavalos-vapor (54,4 mil quilowatts) para uma velocidade máxima de 37 nós (69 quilômetros por hora), mas durante seus testes marítimos alcançou 41,4 nós (76,7 quilômetros por hora) a partir de 96 793  cavalos-vapor (71 176 quilowatts). Tinha uma autonomia de 2,9 mil milhas náuticas (5,4 mil quilômetros) a quinze nós (28 quilômetros por hora). Sua tripulação em tempos de paz era de onze oficiais e 221 marinheiros, mas em guerra crescia para 254.
O armamento principal consistia em cinco canhões Modelo 1929 de 138,6 milímetros em montagens individuais, duas à vante e três à ré da superestrutura, com as duas primeiras e as duas últimas sobrepostas. O armamento antiaéreo tinha dois canhões Modelo 1925 de 37 milímetros em montagens individuais à meia-nau e quatro metralhadoras Hotchkiss CA Modelo 1929 de 13,2 milímetros em duas montagens duplas. Tinha nove tubos de torpedo de 550 milímetros em três lançadores triplos, uma de cada lado e uma central. Tinha um carregamento de 28 cargas de profundidade de duzentos quilogramas e dois lançadores na popa, mais trilhos capazes de lidar com até quarenta minas navais.

### Modificações
As asas da ponte de comando foram ampliadas entre dezembro de 1938 e janeiro de 1939 com o objetivo de acomodar as metralhadoras Hotchkiss. O espaço de armazenamento para cargas de profundidade de duzentos quilogramas foi aumentado após o início da guerra para 48, com mais dois trilhos para cargas de 35 quilogramas sendo instalados na popa. Cada trilho podia acomodar três cargas e outras quinze ficavam no depósito de munição. As montagens duplas de 37 milímetros foram substituídas no início de 1940 por montagens únicas. Uma única metralhadora Browning de 13,2 milímetros foi adicionada em setembro no alto dos guindastes de munição de ré, com uma segundo segundo colocada no mesmo lugar em fevereiro de 1941. As metralhadoras Hotchkiss foram transferidas para novas plataformas no centro da superestrutura entre o final de 1941 e início de 1942, com suas antigas posições sendo ocupadas por mais Brownings. Sua superestrutura de ré foi reformada em 1941 para criar uma plataforma no topo dos guindastes de munição e plataformas laterais para os canhões de 37 milímetros. As montagens duplas foram reposicionadas para a plataforma superior e uma das plataformas laterais, enquanto na outra plataforma lateral ficou uma montagem única poque havia escassez de montagens duplas. Recebeu um sistema de sonar Alfa-2 em maio de 1942.

## Carreira

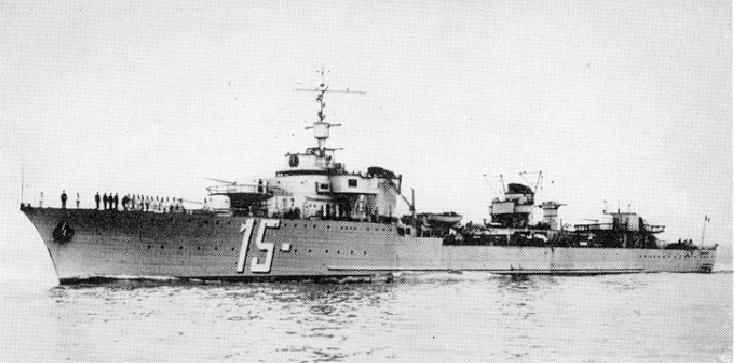
Le Fantasque c. 1936

O Le Fantasque foi encomendado em 17 de novembro de 1938 como parte do Programa Naval de 1930, com seu batimento de quilha ocorrendo em 16 de novembro de 1931 no Arsenal de Lorient. Foi lançado ao mar em 15 de março de 1934 e comissionado em 15 de novembro de 1935, porém só foi finalizado em 10 de março de 1936 e entrou em serviço em 1º de maio. A finalização foi atrasada quando o navio encalhou ao entrar em Lorient, danificando sua quilha e hélices. Os membros da Classe Le Fantasque foram designados para a 8ª e 10ª Divisões Ligeiras, sendo posteriormente redesignadas como Divisões de Contratorpedeiros; ambas as divisões foram colocadas na 2ª Esquadra Ligeira, baseada em Brest. O Le Fantasque estava na 10ª Divisão junto com o Le Terrible e L'Audacieux.
O presidente Albert Lebrun inaugurou em 30 de maio de 1936 um novo edifício da Escola Naval em Brest e fez uma revista da 2ª Esquadra Ligeira, incluindo o Le Fantasque. A 2ª Esquadra Ligeira fez um cruzeiro até Conacri, na África Ocidental Francesa, entre 15 de janeiro e 26 de fevereiro de 1937. Uma revista nova revista da frota ocorreu em 27 de maio, desta vez para Alphonse Gasnier-Duparc, o Ministro da Marinha.

### Segunda Guerra Mundial

#### Primeiras ações
A 8ª e 10ª Divisões de Contratorpedeiros foram designados para a Força de Ataque quando a Segunda Guerra Mundial começou em setembro de 1939, mas fizeram apenas uma única surtida como unidade completa entre 2 e 6 de setembro em resposta a um relato errôneo de que navios alemães tinham zarpado. Os navios foram depois disso dispersados em grupos menores para procuraram corsários alemães. A 10ª Divisão, junto com embarcações britânicas, foi designada para a Força X baseada em Dacar, na África Ocidental Francesa, entre 10 de outubro e 18 de novembro. A Força de Ataque, incluindo todos os membros da Classe Le Fantasque, deu cobertura de 21 a 30 de outubro para o Comboio KJ 4 contra qualquer possível ataque do cruzador pesado alemão Admiral Graf Spee. O Le Fantasque, o Le Terrible e o cruzador pesado Dupleix capturaram o navio mercante alemão SS Santa Fe em 25 de novembro. A 10ª Divisão escoltou o couraçado Strasbourg e o porta-aviões britânico HMS Hermes entre 7 e 13 de novembro enquanto procuravam embarcações alemãs no Oceano Atlântico. A formação escoltou Strasbourg e o cruzador pesado Algérie de volta para a França no dia 18. O Le Fantasque então começou a escoltar comboios que estavam evacuando franceses da França Metropolitana para o Norte da África Francês, enquanto entre 23 e 24 de junho escoltou cruzadores em uma busca infrutífera por cruzadores italianos depois de um relato errôneo. A França foi derrotada em junho e em 3 de julho os britânicos atacaram Mers-el-Kébir; o Strasbourg conseguiu escapar deste ataque e o Le Fantasque escoltou cruzadores vindos de Argel que tinham a intenção de encontrar com o couraçado, mas não conseguiram achá-lo.
Toda a África Equatorial Francesa, exceto o Gabão, se juntou à França Livre no final de agosto. Alemães e italianos, em resposta, permitiram que o governo da França de Vichy enviasse navios para o Golfo da Guiné com o objetivo de controlar as colônias revoltosas. A 4ª Divisão de Cruzadores, composta por três cruzadores rápidos, escoltada pela 10ª Divisão de Contratorpedeiros, foi escolhida para a tarefa e as embarcações foram designadas como a Força Y. Eles partiram de Toulon em 9 de setembro e reabasteceram em Casablanca, no Marrocos, zarpando do local dia 12. Os contratorpedeiros não tinham a autonomia para chegarem em Dacar mantendo a velocidade de 24 nós (44 quilômetros por hora), que tinha sido ordenada pelo contra-almirante Célestin Bourragué, assim foram forçados a voltar para Casablanca. O Le Fantasque sofreu problemas em seus motores e só chegou em Dacar em 20 de setembro, um dia depois dos seus irmãos. Uma poderosa força britânica e francesa livre estava à caminho de Dacar na mesma época, com sua missão sendo fazer a colônia passar para a França Livre ou conquistá-la. A guarnição da França de Vichy se recusou a mudar de lado e abriu fogo contra os britânicos, iniciando a Batalha de Dacar. Os contratorpedeiros foram encarregados de manter uma cortina de fumaça contínua a fim de proteger os cruzadores enquanto manobravam para desviar dos disparos britânicos. O Le Fantasque não foi danificado na batalha e passou por manutenção em Orã entre 20 de julho de 1941 e 27 de janeiro de 1942.

#### França Livre

O Le Fantasque em 13 de junho de 1943 após passar por modernização

Os Aliados invadiram o Norte da África Francês em 8 de novembro e a frota francesa, incluindo o Le Fantasque e o Le Terrible, passaram para a França Livre no dia 24. Os dois navegaram para Casablanca, onde suas armas antiaéreas leves foram removidas em 21 de janeiro de 1943. Em seguida prosseguiram para o Estaleiro Naval de Charleston nos Estados Unidos, onde chegaram em 21 de fevereiro. O Le Fantasque passou por reformas e manutenção que duraram até 25 de junho em que recebeu um sistema ASDIC britânico Tipo 128D, um radar de aviso prévio SA e um radar de varredura de superfície SF, enquanto seu lançador de torpedos de ré foi removido e alguns tanques de água de alimentação foram convertidos em tanques de combustível a fim de melhorar sua autonomia. Seu armamento aéreo passou a ser de oito canhões Bofors de 40 milímetros em uma montagem quádrupla localizada sobre o quarto canhões principal e duas montagens duplas em plataformas na superestrutura de ré. Oito canhões Oerlikon de 20 milímetros também foram adicionados em montagens individuais, quatro nas laterais da ponte de comando e as quatro restantes da superestrutura de ré. Estas mudanças adicionaram 410 toneladas ao deslocamento. Realizou testes de velocidade em 12 de junho e alcançou 39,5 nós (73.2 quilômetros por hora). Foi depois disso reclassificado como um cruzador rápido e a 10ª Divisão de Contratorpedeiros foi redesignada como a 10ª Divisão de Cruzadores Rápidos. Suas turbinas, apesar da modernização nos Estados Unidos, eram propensas a quebrarem frequentemente por conta de grande uso e precisavam de muita manutenção. Os franceses, para compensar essa questão, adotaram a prática de sempre manterem operacionais dois dos três membros da divisão enquanto o terceiro ficava em manutenção.
Retornou para Casablanca em 18 de julho e seguiu para Argel uma semana depois, depois disso escoltando alguns comboios. Fez uma surtida junto com o Le Terrible entre 20 e 21 de agosto para procurar navios mercantes inimigos próximos de Scalea, na Itália, mas acabaram encontrando e enfrentando lanchas torpedeiras italianas; tiveram novos confrontos contra as lanchas dos dias 21 a 22 no Golfo de Nápoles. Os dois escoltaram a Força H britânica em 9 de setembro durante a invasão de Salerno e ajudaram a abater uma aeronave alemã naquela noite. Os alemães começaram a evacuar a Córsega no dia seguinte e os Aliados desembarcaram tropas na ilha. O Le Fantasque ajudou a desembarcar 3 750 tropas e 430 toneladas de carga em Ajaccio entre as noites de 13 a 14 e 22 a 23 de setembro. Foi levemente danificado ao encalhar em Ajaccio durante sua última missão. O Le Fantasque e Le Terrible deixaram Orã em 17 de outubro para se encontrarem com o couraçado Richelieu nos Açores, escoltando-o então para Mers-el-Kébir. Realizaram entre 19 e 24 de novembro duas surtidas infrutíferas à procura de embarcações alemãs no Mar Egeu na companhia do cruzador rápido britânico HMS Neptune. Interceptaram em 24 de dezembro o cargueiro alemão Nicoline Maersk e o forçaram a se encalhar para não ser capturado. Os dois contratorpedeiros pouco depois foram transferidos para os Açores com o objetivo de caçarem navios alemães tentando furar o bloqueio naval. Os Aliados conquistaram uma vitória na Batalha do Golfo da Biscaia no dia 28 e assim o Le Fantasque e Le Terrible foram para Gibraltar, mas ficaram no local apenas por alguns dias e então retornaram para os Açores para continuarem sua missão anterior.
Os Aliados desembarcaram em Anzio na Itália em 22 de janeiro de 1944 e o Le Fantasque realizou um bombardeio contra a cidade de Civitavecchia a fim de desviar a atenção dos inimigos, enquanto no dia seguinte também bombardeou as cidades de Fórmias e Terracina. A 10ª Divisão foi encarregada no final de fevereiro de realizar surtidas no Mar Adriático em busca de embarcações mercantes alemãs. As primeiras duas surtidas entre os dias 27 e 29 foram infrutíferas, mas a divisão encontrou um cargueiro com escolta na noite de 29 de fevereiro para 1º de março. Na resultante Batalha de Ist, os franceses afundaram o cargueiro e danificaram seriamente o barco torpedeiro TA37 e uma corveta. Mais varreduras também foram infrutíferas, porém os navios bombardearam Zacinto na Grécia na noite de 7 para 8 de março. O Le Fantasque e o Le Terrible encontraram um comboio alemão na noite de 18 para 19 de março, afundando duas barcas e danificando outras duas. As duas embarcações francesas foram alvejadas durante o confronto, com o Le Fantasque sofrendo oito feridos. Passaram por consertos e foram em abril para Alexandria, no Egito, a fim de patrulharem o sul de Creta e o Egeu, não entrando em confronto algum exceto um bombardeio de Cós. Retornaram ao Adriático em junho, afundando o petroleiro SS Giuliana no dia 17. A hélice de bombordo do Le Fantasque começou a vibrar durante uma surtida na noite do dia 24 para 25, limitando sua velocidade a 25 nós (46 quilômetros por hora). A 10ª Divisão deu suporte de artilharia em 15 de agosto para a invasão do sul da França, com o Le Fantasque disparando 280 projéteis de sua bateria principal. Ele e o Le Terrible escoltaram o Richelieu para Toulon em 1º de outubro.

### Resto de serviço
O Le Fantasque foi para a Indochina depois do fim da guerra, chegando em Saigon em 27 de outubro de 1945. Alternou com o Le Triomphant no suporte de artilharia para a guarnição francesa em Nha Trang, em seguida auxiliou forças no litoral do Golfo de Tonquim. Os contratorpedeiros participaram de uma revista naval Baía de Hạ Long em 24 de março de 1946. O Le Fantasque fez um cruzeiro para o Japão entre maio e junho e voltou para casa em julho. A 10ª Divisão de Cruzadores Rápidos foi combinada com a 4ª Divisão de Cruzadores em 1º de janeiro de 1947 para formar o Grupo de Cruzadores. Nesta época apenas dois membros da Classe Le Fantasque eram mantidos ativos pela escassez de marinheiros treinados. O Le Fantasque serviu de março a setembro e então passou grande manutenção que durou até maio de 1948. Voltou ao serviço em 12 de julho e permaneceu na ativa até ser descomissionado em agosto de 1950. Ele estava programado para passar por reformas em Bizerta na Tunísia, mas isto foi cancelado porque estava em condições muito ruins e colocado na reserva. Todos os navios da classe foram reclassificados como contratorpedeiros de escolta de 1ª classe em 1º de julho de 1951 e dois anos depois como escoltas rápidas. O Le Fantasque rebocado para Saint-Mandrier-sur-Mer em setembro de 1953 e removido do registro naval, sendo desmontado em 1958.